# Sirenkî, Lebedîn
Sirenkî (în ucraineană Сіренки) este un sat în comuna Pidoprîhorî din raionul Lebedîn, regiunea Sumî, Ucraina.

## Demografie
Componența lingvistică a localității Sirenkî
     Ucraineană (94,25%)
     Rusă (4,6%)
Conform recensământului din 2001, majoritatea populației localității Sirenkî era vorbitoare de ucraineană (94,25%), existând în minoritate și vorbitori de rusă (4,6%).